# Karel Teodor Bavorský (1839–1909)
Karel Teodor Bavorský (německy Carl Theodor in Bayern, 9. srpna 1839 Possenhofen – 30. listopadu 1909 Kreuth) byl čtvrtý bavorský vévoda a vynikající oční lékař. Náležel k vedlejší linii bavorského vládnoucího rodu Wittelsbachů. Jeho dcera Alžběta Gabriela se v roce 1909 stala belgickou královnou.

## Dětství

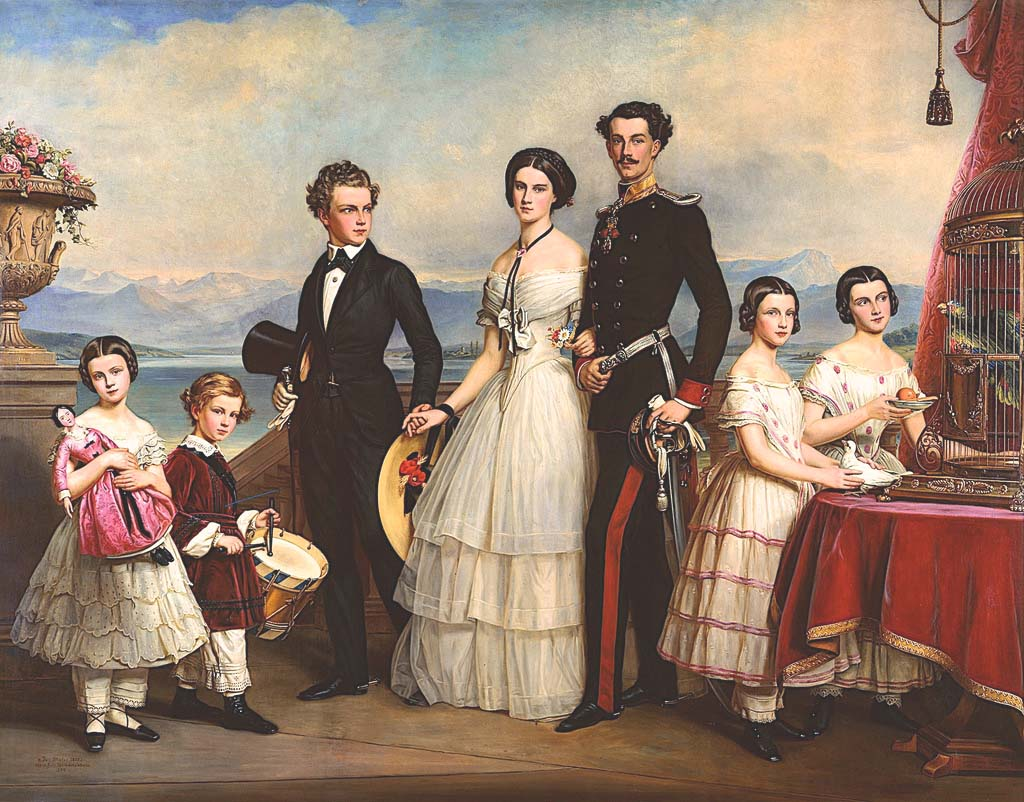
Gackel se sourozenci

Narodil se jako páté dítě a druhý syn z manželství bavorského vévody Maxe a jeho choti Ludoviky. Manželství rodičů nepatřilo mezi ta šťastná, protože povahy obou manželů byly dosti rozdílné. Vévoda vedl nekonvenční život a rád se pobavil s pěknými ženami, zatímco vévodkyně jako dcera bavorského krále Maxmiliána I. považovala stavovsky nepřiměřený sňatek za potupu. Přesto se v manželství narodilo devět dětí, z nichž se sedm dožilo dospělosti.

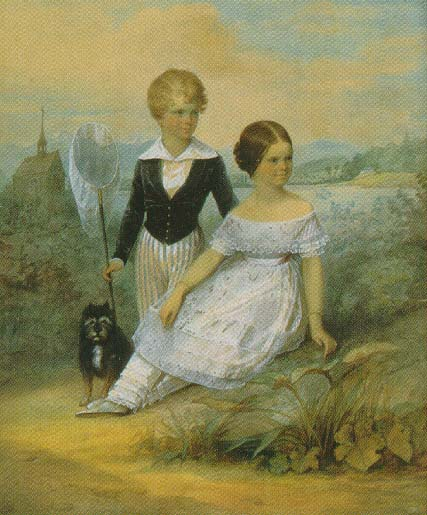
Gackel a Sisi

Starší bratr Ludvík (1831 – 1920) se zřekl vévodského titulu z lásky k herečce Jindřišce Mendlové, později povýšené na svobodnou paní z Wallersee. O pět let starší sestra se měla stát rakouskou císařovnou, ale František Josef I. se zamiloval do mladší Alžběty (1837 - 1898), a tak se Helena (1834 - 1890) nakonec stala manželkou dědičného prince Maxmiliána Thurn-Taxise. Sestry Marie (1841 - 1925) a Matilda (1843 - 1925) se provdaly za bratry, korunního prince Františka Neapolsko-Sicilského a hraběte Ludvíka Traniho. Nejmladší sestra Sofie (1847 - 1897) se po nevydařeném zasnoubení s bavorským králem Ludvíkem II. stala chotí vévody Ferdinanda z Alenconu.
Nejmladším sourozencem byl Max Emanuel (1849 - 1893).
Karlu Teodorovi se v kruhu rodinném přezdívalo Gackel (Kvokáč) a pro svou veselou povahu byl matčiným oblíbencem. Ze sourozenců měl nejbližší vztah k o dva roky starší sestře Alžbětě, s níž trávil mnoho času v dětských hrách (např. spolu dlouhé hodiny pozorovali zvířata či ptáky).
Početná rodina pobývala nejčastěji v paláci na Ludwigstrasse v Mnichově, kde vévoda nechal zbudovat cirkus či kavárnu ve francouzském stylu, nebo na venkovském sídle Possenhofen u Starnberského jezera. Na vzdělání a výchovu dohlížela pouze matka, která se snažila dětem zajistit dobré učitele. Učením se ale děti zabývaly především v paláci, kdežto v Possenhofenu měly více volnosti. Hrály si na loukách i v zahradách, v lese pozorovaly zvířata, plavaly v jezeře nebo jezdily na koních. Otec kladl důraz především na fyzickou zdatnost svých potomků a znalosti z lavice považoval za málo důležité.
U Gackela se už v raném věku začaly projevovat mnohostranné zájmy. Měl talent téměř na vše, do čeho se pustil. Snadno se učil jazyky, vynikal v přírodních vědách, měl hudební sklony (dobře hrál na klavír a housle). Jako všichni ostatní sourozenci jezdil výborně na koni a byl vynikajícím lovcem. Slušně ovládal i další sporty, jako šerm či vodní sporty.

## Život v armádě
Ve šlechtických kruzích bylo obvyklé, že mužští členové v určitém věku podstoupí armádní výcvik. Není lepší způsob jak si vydobýt slávu, než jí dosáhnout na bitevním poli. Karel Teodor tedy ve čtrnácti letech vstoupil do armády. Chtěl se sice dostat k námořnictvu, ale otec si přál, aby sloužil výhradně království. Proto také podle matčina přání (chtěla mít syna blízko) působil jako poručík u čtvrtého pluku lehké kavalerie nedaleko domova. Po čtyřech letech u armády, aniž fakticky sloužil, byl převelen k třetímu jízdnímu dělostřeleckému pluku Königin.
Zde nejprve sloužil čtyři týdny jako řadový voják a pak osm týdnů jako kaprál. Po povýšení na důstojníka se začal seznamovat s válečnickým uměním, studoval taktiku a strategie. V roce 1860 mu císař František Josef I. udělil Řád zlatého rouna. Po dosažení hodnosti rytmistra byl převelen k jezdectvu a později se stal velitelem první eskadry prvního pluku lehké kavalerie. Po účasti ve válce o Itálii se armádní kariéry vzdal.

## První manželství

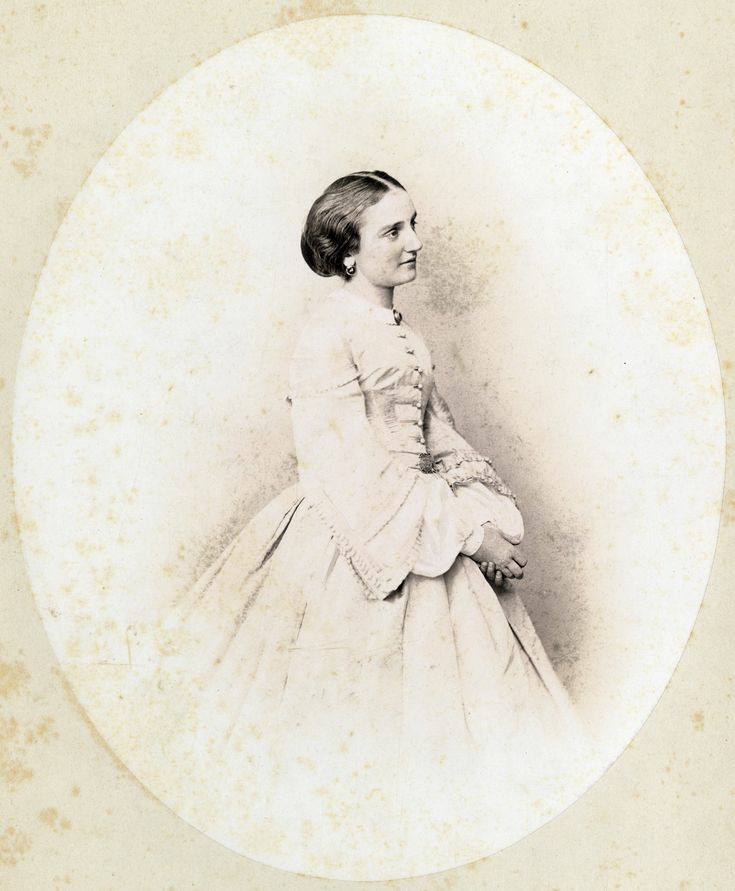
Fotografie první manželky Žofie Saské

Karel Teodor a saská princezna Žofie se znali od malička. Jejich matky byly dcerami bavorského krále Maxmiliána I. Josefa, proto Žofie občas pobývala u tety jako společnice Gackelovy nejmladší sestry Žofie. Vévodkyně Ludovika přitom samozřejmě sledovala i vedlejší přínos vzácné návštěvy a doufala ve sňatek svého oblíbeného syna s půvabnou Žofií.
V roce 1864 se Karel Teodor vypravil na saský královský dvůr, aby se tam se svou sestřenicí zasnoubil. Svatba se konala 11. února 1865 v Drážďanech a ještě téhož roku se mladým manželům narodila první dcera Amélie. Těhotenství a porod však Žofii příliš vyčerpal, měla dýchací potíže a trpěla návaly únavy. Zdravotní stav milované ženy Karla Teodora velmi zneklidňoval, ale za čas se Žofii přece jen vedlo lépe a on mohl doufat v lepší zítřky. Bohužel ne nadlouho, protože 10. března 1867 se stal vdovcem. Žofie podlehla silné chřipce.
Celá rodina se snažila, aby mladého muže vrátila zpět do života. Sestry Marie a Alžběta jej zvaly k sobě, otec mu předal správu vévodského majetku a král Ludvík II. jej rozptyloval státními problémy.
Smysl života našel Karel Teodor ve studiu lékařství. Smrt milované ženy jej přesvědčila, že už nikdy nechce bezmocně přihlížet smrti blízkých, aniž by se nemohl pokusit tomu vlastnoručně zabránit. I přes své pozdější znalosti a četné úspěchy však nebude moci zachránit svého synovce Maxmiliána Thurn-Taxise, švagra Karla Ludvíka Habsburského nebo bratra Maxe Emanuela.

## Vévoda lékařem
Z Gackelova rozhodnutí sice nebyla rodina nijak nadšena, protože pro příslušníka šlechty a švagra rakouského císaře se nehodí obyčejné měšťanské povolání. Ale vzhledem k tomu, že František Josef I. překvapivě projevil pochopení pro švagrovo rozhodnutí, mohl Karel Teodor započít svá studia na Univerzitě Ludvíka Maxmiliána v Mnichově. Zpočátku zde byl spolužáky i profesory přijímán jako znuděný mladík, který si potřebuje ukrátit čas. Gackelova píle, svědomitost a cílevědomost je však záhy přiměla k přehodnocení tohoto názoru. Příslušnost ke šlechtickým kruhům ale také poskytovala výhodu, protože jeho postavení mu zajišťovalo snazší přístup k vědeckým kapacitám v oboru. Dne 1. srpna 1872 byl slavnostně promován doktorem medicíny.
Dny i noci vévoda nadále vyplňoval studiem a vědeckou činností, např. spolupracoval s prof. Buhlem na výzkumu přenosu tuberkulózy, konzultoval léčebné postupy různých nemocí s prof. Billrothem či vliv psychiky na pacienta s doktorem Guddenem.
Neúnavně pracoval v mnichovské nemocnici a spolu s doktorem Mayerem objížděl venkovské pacienty. Dále se také věnoval výzkumné činnosti, u příležitosti padesáté konference německých přírodovědců a lékařů uveřejnil svou studii s názvem Výzkum hromadění bílých krvinek v mozkové kůře.
Přemíra práce ovšem špatně působila na zdraví Karla Teodora. Ten se ještě za studií nakazil žloutenkou a trpěl také bronchitidou (není jisté, zda důvodem onemocnění bylo dědičné založení nebo se jednalo o důsledek výzkumu plicních chorob). Pro zlepšení zdravotního stavu podstoupil léčebné kúry v lázních Kissingen a Ischl, kam ho pozvala sestra Sisi. Svému zdraví však věnoval minimum času a jakmile se mu vedlo lépe, vrhl se opět do práce. Později se při jedné z operací zranil úlomkem kosti na pravé paži. Rána se zanítila a došlo k zánětu lymfatické uzliny, čímž se stala ruka dočasně nepohyblivou. Proto Karel Teodor cvičil ruku levou, aby se mohl věnovat práci bez přerušení.

## Druhé manželství

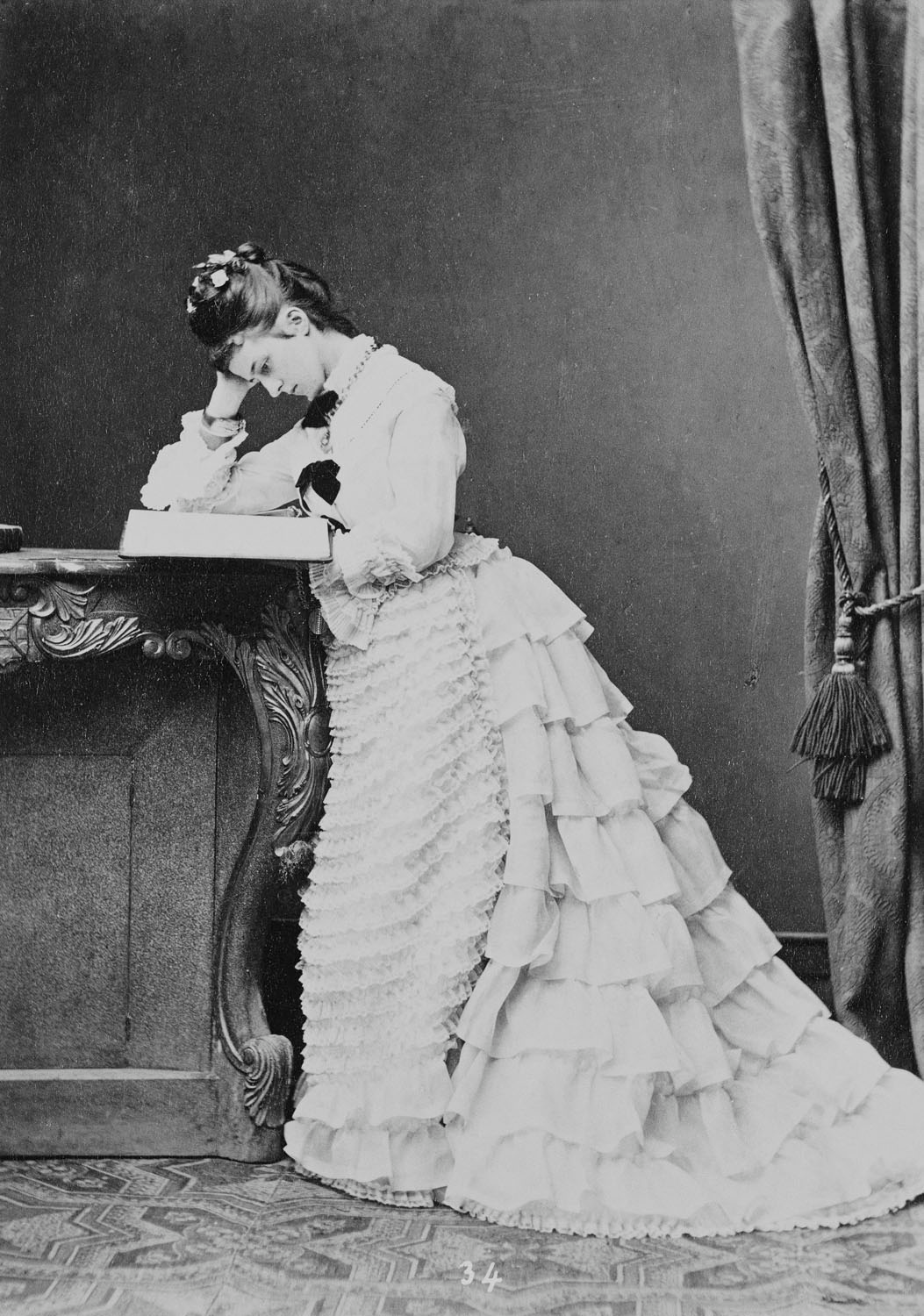
Fotografie druhé manželky Marie Josefy Portugalské

Na jaře roku 1874 se Karel Teodor oženil podruhé a vévodkyně Ludovika novomanželům darovala zámek Tegernsee. Svatby, která se konala v zámecké kapli v Kleinheubachu, se ale pod různými záminkami nezúčastnily císařovna Alžběta ani bývalá královna Marie. Ovšem bavorský král Ludvík II. uspořádal na počest krásné nevěsty velkolepou oslavu, která vyvrcholila představením Wagnerovy opery Lohengrin a při níž Marie Josefa seděla po králově boku.
S budoucí manželkou, teprve šestnáctiletou portugalskou princeznou Marií Josefou, se Karel Teodor poprvé setkal v parku za přítomnosti švagra Františka II. Marie Josefa byla půvabná a na svůj věk i velmi rozumově vyzrálá. Ačkoliv si s ovdovělým vévodou dobře rozuměla, jeho nabídka k sňatku jí překvapila. Vzhledem k tomu, že jí ale nebyl lhostejný a jeho dcera Amélie si ji oblíbila, bylo snadné říci ano.
Stejně snadno jako si Marie Josefa získala srdce Karla Teodora, tak snadno si ji oblíbila i jeho rodina. Dokonce vždy kritická císařovna Alžběta se o nové švagrové vyjádřila pochvalně.
Manželé pobývali buď v Bavorsku nebo kvůli vévodovu zdraví na jihu, později Marie Josefa manželovi pomáhala jako proškolená asistentka.

### Nemoc
Karel Teodor se z přemíry práce zhroutil a objevilo se u něj chrlení krve, proto byli povoláni profesoři von Ziemssen a Bauer. Ti vévodovi doporučili, pokud chce přežít rok, pobyt v teplejším klimatu. Po měsíci a půl v Nervi nabyl vévoda dojmu, že pro své zdraví učinil maximum a vrhl se spolu s profesorem Buhlem opět do výzkumu. V té době se do Bavorska přestěhoval vynikající litevský internista dr. Max Gotthard von Cube a Karel Teodor si nemohl nechat ujít skvělou příležitost k rozšíření svých znalostí. Známost však nepřinesla pouze kolegiální přátelství ale také zdrcující diagnózu. Po vyšetření došel doktor Cube k závěru, že Karel Teodor trpí katarálním onemocněním spojeným s horečkou a vykašláváním krve. Cubeho vážné zjištění přimělo vévodu, aby se s rodinou přestěhoval do vily Madonna v Mentonu.
Zde si pokročilé stádium tuberkulózy léčil přední oční lékař Alexandr Ivanov z Kyjeva.

## Vévoda očním lékařem
Setkání s doktorem Ivanovem bylo pro Karla Teodora klíčové. Jako již dříve setkal se i u něj s nedůvěrou, ale ani tentokrát se nedal odradit a časem si získal oftalmologovu důvěru. Ivanov se s vévodou podělil o své poznatky a nabídl mu asistenci při některých náročnějších operacích. Přijal také (i přes vážný zdravotní stav) jeho pozvání k Tegernskému jezeru, zdržoval se ale pouze ve svém pokoji a dlouhé hodiny spolu s Karlem Teodorem rozebírali odborné problémy. Později, když se ataky nemoci zhoršily, za ním Ivanov posílal své pacienty.

Karel Teodor léčil pacienty zdarma a potřebným také dával léky.

Tyto zkušenosti jej přivedly k rozhodnutí, že si oční lékařství zvolí za svůj obor. Jako důvod si zapsal toto: 
| „ | Oční lékařství – jeví se mi jako nejrozsáhlejší medicínská oblast ... V oku se soustřeďuje tělesný stav, odrážejí se v něm nemoci, například onemocnění ledvin, ještě dříve, než se projeví jejich charakteristické příznaky. Jako v zrcadle v něm lze vidět nitro člověka ... není snad oslepnutí nejhorší osud, jaký může člověka postihnout? Bez světla, odříznutý od okolního světa, odkázaný na milost a milosrdenství ostatních – ne, nedovedu si představit nic strašnějšího. Ale zároveň ani žádné větší štěstí než pomáhat těmto nejubožejším z ubohých, znovu jim darovat život. | “ |
| — | |   |

Na Ivanovovo doporučení navštívil v roce 1879 univerzitu v Curychu, aby se zde učil u prof. Hornera. Po návratu do Mnichova složil odbornou atestaci z oftalmologie a svými rozsáhlými znalostmi si vysloužil uznání prof. Rothmunda. I po složení zkoušky vyhledával oční specialisty, aby si rozšířil své znalosti. Ve Vídni, kam zavítal na pozvání Sisi, vyhledal Ferdinanda von Arlta, což byl oftalmolog mezinárodního věhlasu. Docházel také na přednášky Eduarda von Jägera, který zastával odlišné názory než Artl.

Vévodova neustálá činnost a rozsáhlé znalosti vzbuzovaly u ostatních kolegů úctu, proto jej pod záštitou profesora Jägera navrhli jako kandidáta na členství v lékařském kolegii. Dne 31. ledna 1881 byl Karel Teodor spolu s profesory Hyrtlem a Virchowem jmenován čestným členem lékařského kolegia. V oslavném projevu mimo jiné zaznělo: 
| „ | Láska k vědě a výzkumu z něj učinila doktora, láska k trpícímu lidstvu oddaného lékaře. | “ |
| — |                                                                                         |   |

### Oční praxe

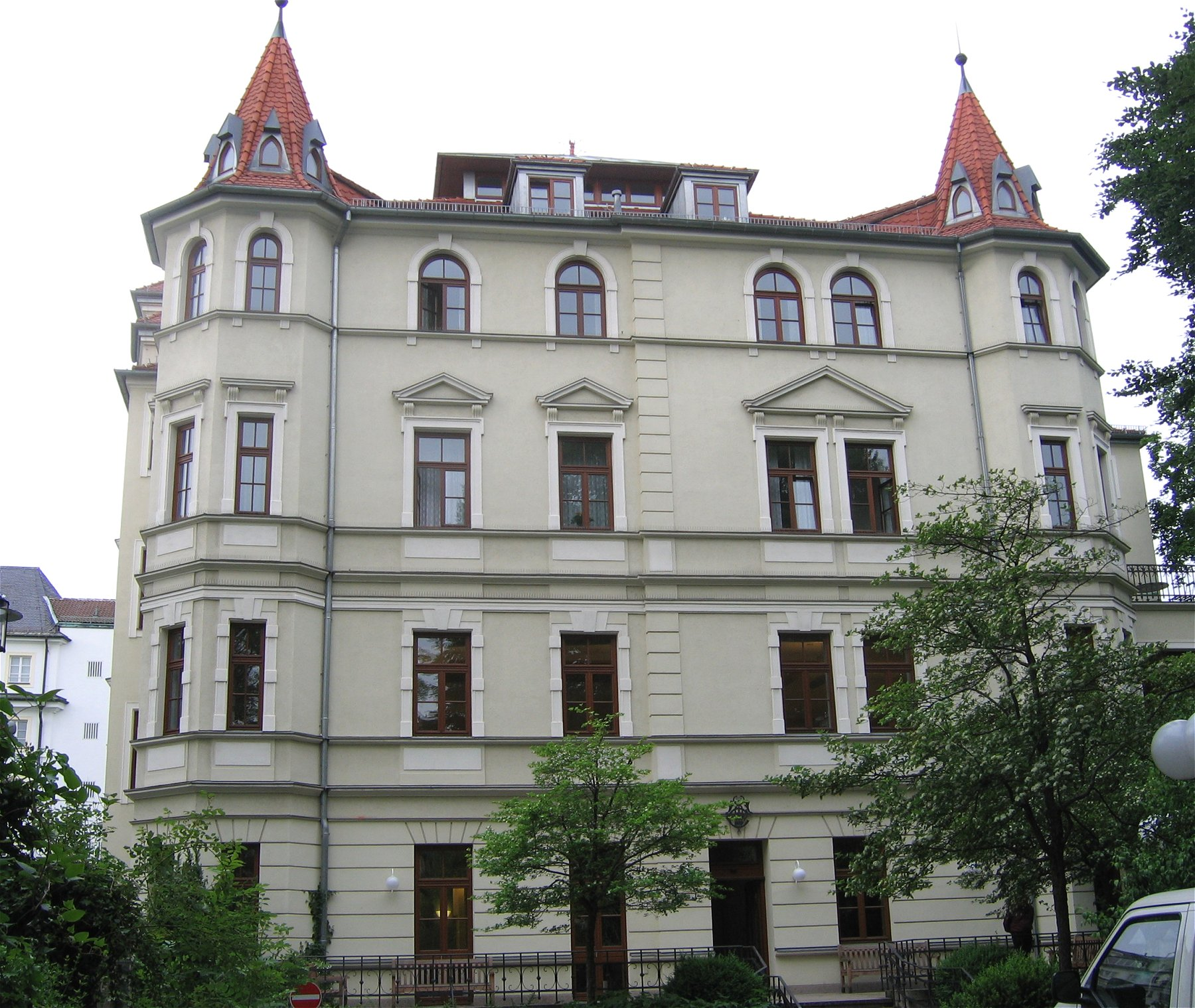
Oční klinika Vévody Karla Teodora

Karel Teodor pracoval na oční klinice v Mnichově, ale jeho snem byla vlastní klinika u Tegernského jezera. Tu nechal postavit na vlastní náklady za přispění švagra Františka Josefa I., protože místní úřady nebyly schopné ani ochotné náročný projekt financovat. Slavnostní otevření nové kliniky proběhlo na podzim roku 1888.
Vzhledem ke svému zdraví pobýval často na jihu, ale ani zde si neodpočinul. Najal vilu v Obermaisu u Merana a společně s dr. Rocheltem v ní provozoval praxi. Otevřel také malou kliniku na Giselstraße v Mnichově, z níž za přispění mecenáše hraběte Marogny v roce 1896 vznikla velká oční klinika v Nymphenburgstraße. Za jeho nepřítomnosti jí vedl ve vévodově duchu dvorní rada dr. Zenker. Klinika dnes na vévodovu počest nese jeho jméno.
Vévodovy lékařské úspěchy nebyly známé pouze v Evropě, ale také v Africe. Marie Josefa se od pacienta nakazila vážnou infekční chorobou a protože se její stav nelepšil, rozhodl se Karel Teodor změnit prostředí. Se ženou, dcerou a jejím snoubencem hrabětem Törringem navštívili Alžír a Tunis, kde vévodu prosilo o pomoc mnoho nových pacientů. Při výletu do pouště se mu pak přišli poklonit a vyjádřit tak svou úctu členové kmene Tuaregů.

## Smrt
Dne 9. srpna 1909 oslavil 70. narozeniny a při této příležitosti byl prohlášen čestným občanem Mnichova. K slavnostem se dostavily četné delegace a poselstva, aby vévodovi gratulovali k významnému jubileu. Radost mu kalila pouze nepřítomnost dcer Alžběty Gabriely a Marie Gabriely.
Při pobytu v lázních Kreuth se 7. listopadu zúčastnil lovu. Krátce nato jej postihla nevolnost, zimnice a musel ulehnout. Lékaři diagnostikovali arteriosklerózu. Pohřeb proběhl dle přání ve vší tichosti 1. prosince 1909 v Tegernsee.

## Děti
Karel Teodor uzavřel dvě manželství, z nichž se narodilo šest dětí. Obě své ženy velmi miloval.
11. února roku 1865 se v Drážďanech oženil s Žofií Saskáou (15. 3. 1845 – 9. 3. 1867), která zemřela již dva roky po svatbě na chřipku. Zanechala po sobě dceru:
- 1. Amélie Marie (24. 12. 1865 Mnichov – 26. 5. 1912 Stuttgart)
  - ⚭ 1892 Vilém Karel z Urachu (3. 3. 1864 Monako – 24. 3. 1928 Rapallo), vévoda z Urachu, hrabě z Württembergu, hlava rodu Urachů od roku 1869 až do své smrti, generál kavalerie

Druhou manželkou se v roce 1874 stala portugalská princezna Marie Josefa (19. 3. 1857 – 11. 3. 1943), která porodila pět potomků.
- 1. Sofie Adelaida (22. 2. 1875 Possenhofen – 4. 9. 1957 Kreuth)
  - ⚭ 1898 hrabě Hans Veit z Toerring-Jettenbachu (7. 4. 1862 Augsburg – 29. 10. 1929 Mnichov)
- 2. Alžběta Gabriela (25. 7. 1876 Possenhofen – 23. 11. 1965 Brusel)
  - ⚭ 1900 princ Albert (8. 4. 1875 Brusel – 17. 2. 1934 Marche-les-Dames) jako Albert I. belgický král od roku 1909 až do své smrti, tragicky zahynul při horolezectví
- 3. Marie Gabriela (9. 10. 1878 Tegernsee – 24. 10. 1912 Sorrento), ⚭ 1900 Ruprecht Bavorský (18. května 1869 – 2. srpna 1955), bavorský korunní princ
  - ⚭ 1900 Ruprecht Bavorský (18. 5. 1869 Mnichov – 2. 8. 1955 Starnberg), bavorský korunní princ, hlava dynastie Wittelsbachů od roku 1921 až do své smrti
- 4. Ludvík Vilém (17. 1. 1884 Tegernsee – 5. 11. 1968 Kreuth), vévoda bavorský od roku 1909 až do své smrti
  - ⚭ 1917 Eleonora Anna Lucie Saynsko-Wittgensteinsko-Berleburská (13. 4. 1880 Mnichov – 20. 2. 1965 Kreuth)
- 5. František Josef (23. 3. 1888 Tegernsee – 23. 9. 1912 Mnichov), svobodný, ale měl nemanželského syna Ottomara (1. 12. 1909 Mnichov– 28. 1. 1959 Bad Homburg vor der Höhe)

## Vývod z předků
|                       |                                       |  |                                     |                                       |  |  |  |  |  |  |  | Jan Karel Falcko-Gelnhausenský |
|                       |                                       |  |                                     |                                       |  |  |  |  |  |  |  |                                |
|                       | Vilém Bavorský                        |  |                                     |                                       |  |  |  |  |  |  |  |                                |
|                       |                                       |  |                                     |                                       |  |  |  |  |  |  |  |                                |
|                       |                                       |  |                                     | Žofie Šarlota Salm-Dhaunská           |  |  |  |  |  |  |  |                                |
|                       |                                       |  |                                     |                                       |  |  |  |  |  |  |  |                                |
|                       | Pius Augustus Bavorský                |  |                                     |                                       |  |  |  |  |  |  |  |                                |
|                       |                                       |  |                                     |                                       |  |  |  |  |  |  |  |                                |
|                       |                                       |  |                                     | Fridrich Michal Falcko-Zweibrückenský |  |  |  |  |  |  |  |                                |
|                       |                                       |  |                                     |                                       |  |  |  |  |  |  |  |                                |
|                       | Maria Anna Falcko-Zweibrückenská      |  |                                     |                                       |  |  |  |  |  |  |  |                                |
|                       |                                       |  |                                     |                                       |  |  |  |  |  |  |  |                                |
|                       |                                       |  |                                     | Marie Františka Falcko-Sulzbašská     |  |  |  |  |  |  |  |                                |
|                       |                                       |  |                                     |                                       |  |  |  |  |  |  |  |                                |
|                       | Maxmilián Josef Bavorský              |  |                                     |                                       |  |  |  |  |  |  |  |                                |
|                       |                                       |  |                                     |                                       |  |  |  |  |  |  |  |                                |
|                       |                                       |  |                                     | Karel Maria Raimund z Arenbergu       |  |  |  |  |  |  |  |                                |
|                       |                                       |  |                                     |                                       |  |  |  |  |  |  |  |                                |
|                       | Ludvík Engelbert z Arenbergu          |  |                                     |                                       |  |  |  |  |  |  |  |                                |
|                       |                                       |  |                                     |                                       |  |  |  |  |  |  |  |                                |
|                       |                                       |  |                                     | Luisa Marie de La Marck ze Schleidenu |  |  |  |  |  |  |  |                                |
|                       |                                       |  |                                     |                                       |  |  |  |  |  |  |  |                                |
|                       | Amálie Luisa Arenberková              |  |                                     |                                       |  |  |  |  |  |  |  |                                |
|                       |                                       |  |                                     |                                       |  |  |  |  |  |  |  |                                |
|                       |                                       |  |                                     | Louis Joseph de Mailly                |  |  |  |  |  |  |  |                                |
|                       |                                       |  |                                     |                                       |  |  |  |  |  |  |  |                                |
|                       | Marie Adélaïde Julie de Mailly        |  |                                     |                                       |  |  |  |  |  |  |  |                                |
|                       |                                       |  |                                     |                                       |  |  |  |  |  |  |  |                                |
|                       |                                       |  |                                     | Adélaïde Julie d'Hautefort            |  |  |  |  |  |  |  |                                |
|                       |                                       |  |                                     |                                       |  |  |  |  |  |  |  |                                |
| Karel Teodor Bavorský |                                       |  |                                     |                                       |  |  |  |  |  |  |  |                                |
|                       |                                       |  |                                     |                                       |  |  |  |  |  |  |  |                                |
|                       |                                       |  | Kristián III. Falcko-Zweibrückenský |                                       |  |  |  |  |  |  |  |                                |
|                       |                                       |  |                                     |                                       |  |  |  |  |  |  |  |                                |
|                       | Fridrich Michal Falcko-Zweibrückenský |  |                                     |                                       |  |  |  |  |  |  |  |                                |
|                       |                                       |  |                                     |                                       |  |  |  |  |  |  |  |                                |
|                       |                                       |  |                                     | Karolína Nasavsko-Saarbrückenská      |  |  |  |  |  |  |  |                                |
|                       |                                       |  |                                     |                                       |  |  |  |  |  |  |  |                                |
|                       | Maxmilián I. Josef Bavorský           |  |                                     |                                       |  |  |  |  |  |  |  |                                |
|                       |                                       |  |                                     |                                       |  |  |  |  |  |  |  |                                |
|                       |                                       |  |                                     | Josef Karel Falcko-Sulzbašský         |  |  |  |  |  |  |  |                                |
|                       |                                       |  |                                     |                                       |  |  |  |  |  |  |  |                                |
|                       | Marie Františka Falcko-Sulzbašská     |  |                                     |                                       |  |  |  |  |  |  |  |                                |
|                       |                                       |  |                                     |                                       |  |  |  |  |  |  |  |                                |
|                       |                                       |  |                                     | Alžběta Augusta Falcko-Neuburská      |  |  |  |  |  |  |  |                                |
|                       |                                       |  |                                     |                                       |  |  |  |  |  |  |  |                                |
|                       | Ludovika Bavorská                     |  |                                     |                                       |  |  |  |  |  |  |  |                                |
|                       |                                       |  |                                     |                                       |  |  |  |  |  |  |  |                                |
|                       |                                       |  |                                     | Karel Fridrich Bádenský               |  |  |  |  |  |  |  |                                |
|                       |                                       |  |                                     |                                       |  |  |  |  |  |  |  |                                |
|                       | Karel Ludvík Bádenský                 |  |                                     |                                       |  |  |  |  |  |  |  |                                |
|                       |                                       |  |                                     |                                       |  |  |  |  |  |  |  |                                |
|                       |                                       |  |                                     | Karolína Luisa Hesensko-Darmstadtská  |  |  |  |  |  |  |  |                                |
|                       |                                       |  |                                     |                                       |  |  |  |  |  |  |  |                                |
|                       | Karolína Frederika Vilemína Bádenská  |  |                                     |                                       |  |  |  |  |  |  |  |                                |
|                       |                                       |  |                                     |                                       |  |  |  |  |  |  |  |                                |
|                       |                                       |  |                                     | Ludvík IX. Hesensko-Darmstadtský      |  |  |  |  |  |  |  |                                |
|                       |                                       |  |                                     |                                       |  |  |  |  |  |  |  |                                |
|                       | Amálie Hesensko-Darmstadtská          |  |                                     |                                       |  |  |  |  |  |  |  |                                |
|                       |                                       |  |                                     |                                       |  |  |  |  |  |  |  |                                |
|                       |                                       |  |                                     | Karolína Falcko-Zweibrückenská        |  |  |  |  |  |  |  |                                |
|                       |                                       |  |                                     |                                       |  |  |  |  |  |  |  |                                |